# النقل والمواصلات في قطر

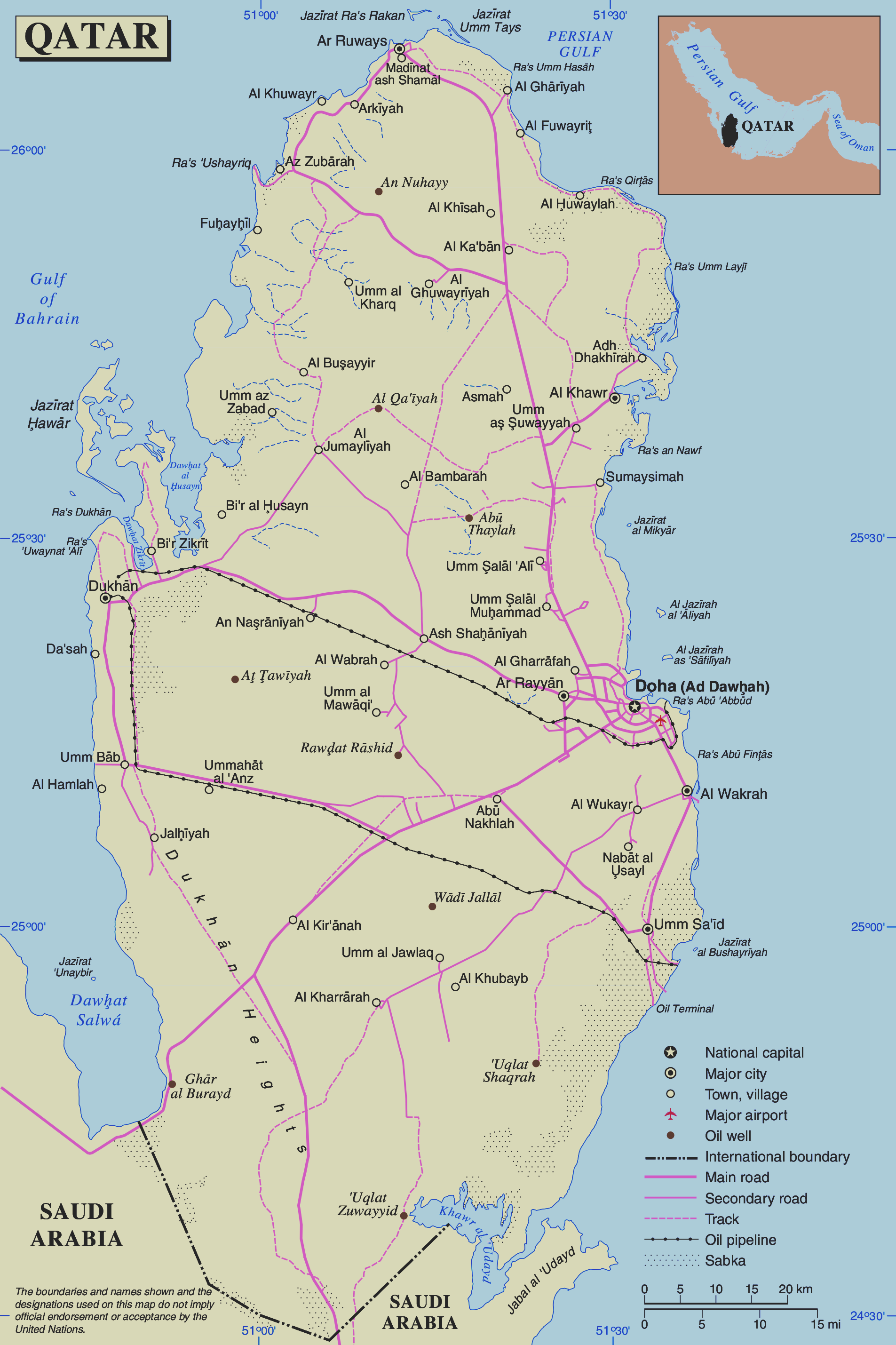

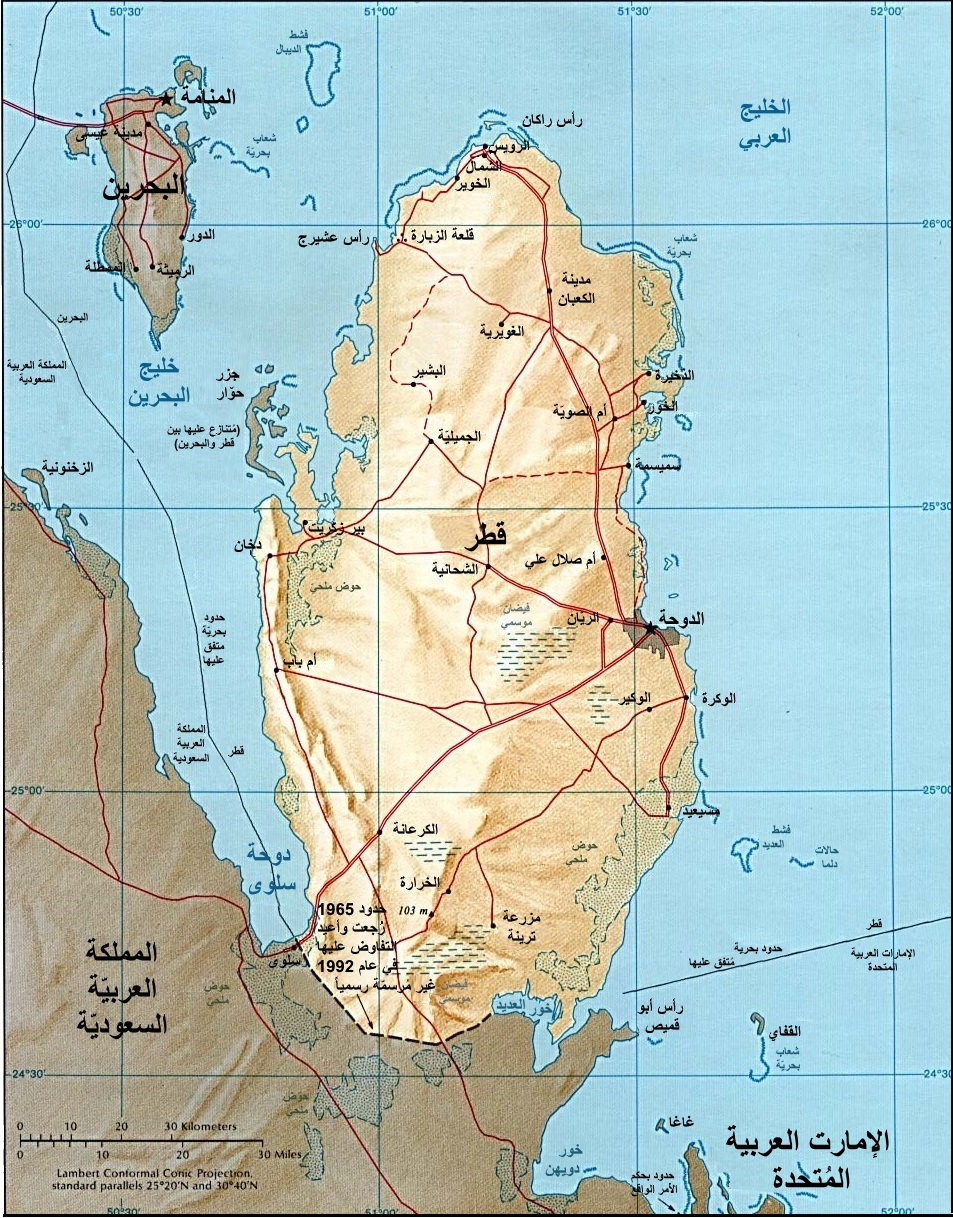

## السكك الحديدية
في أغسطس 2008 الديار القطرية للاستثمار العقاري عين دويتشه بان لألمانيا خطة شبكة سكك الحديد في قطر. 

### معابر
قياس: 1435 مم (4 قدم 8 1 / 2 في) 
المكابح: هوائية 
وصلات (الشحن): TBA 
كهربة: 25kV AC

## جسر المحبة
جسر المحبة هو جسر يربط بين دولة قطر ومملكة البحرين، وقد بدأ العمل في إنشاء الجسر عام 2007 إلا أن تعديلات وتنقيحات كبيرة يتم إدخالها على التصاميم، بعد أن تحقق المقاولون الأصليون من أن نسبة الانحدار في التصاميم الأصلية ستكون شديدة وغير مناسبة للقطارات، بعد اقتراح استخدام وصلة للسكك الحديدية. وفق ما نقلت صحيفة الوسط البحرينية.
كما أن العمل جارٍ لتعديل التصاميم، حيث قال مقاولون إن الإضافات المطلوبة للجسر الذي يبلغ طوله 45 كيلومتراً قد تزيد مليار دولار إلى الكلفة النهائية للمشروع، ما يرفع كلفة الجسر إلى 4 مليارات دولار أميركي.

## خطوط الأنابيب
النفط الخام 235 كم ؛ الغاز الطبيعي 400 كم

## الموانئ والمرافئ

### الخليج العربي
- جزيرة حالول
- أم سعيد
- رأس لفان

## الطرق السريعة
المجموع: 1230 كلم
- معبدة: 1107 كلم
- غير الممهدة: 123 كم (تقديرات سنة 1996)

## النقل الجوي
تعتبر شركة الخطوط الجوية القطرية الناقل الوطني في البلاد ومركز عملياتها في مطار الدوحة الدولي، حيث يخدم المطار الدولة بكاملها حيث يعتبر المطار الوحيد في البلاد حتى الآن، ويخطط لبناء مطار جديد في العاصمة نظرا لازدياد حركة المسافرين في البلاد وذلك ليكون جاهزاً عند استضافة البلاد لكأس العالم لكرة القدم عام 2022. تحوي البلاد قاعدة العيديد الجوية وقاعدة السيلية العسكرية الأمريكية.

### المطارات -- مع مدارج معبدة
total: 2
over 3,047 m: 2 (1999 est.)

### المطارات -- مع مدارج غير معبدة
total: 2
914 to 1,523 m: 1
under 914 m: 1 (1999 est.)

### Heliports
1 (1999 est.)

## مواضيع ذات صلة
- قطر
- نقل